# 馮德馨
馮德馨，山东济宁人，清朝政治人物。
道光三年（1823年）癸未科進士。道光二十五年六月初三（1845年7月7日），由山西河东道道员升任廣西按察使。道光二十八年六月二十六（1848年7月26日），升任江宁布政使。